# 岡山博紀
岡山 博紀（おかやま ひろのり）は、日本のゲームプロデューサー。スクウェア・エニックス所属。

## 作品
- 戦国IXA（WIN）：ディレクター[1][2]
- MONSTER×DRAGON （WIN）：プロデューサー[3][4]
- メビウスファイナルファンタジー（iOS/Android）：運営プロデューサー[5]
- キングダムハーツ アンチェインドキー（iOS/Android）：プロデューサー
- フレイム×ブレイズ（iOS/Android）：プロデューサー[6][7][8][9]